# Дедпул і Корґ реагують
«Дедпул і Корґ реагують» (англ. Deadpool and Korg React) — американський промоційний короткометражний фільм 2021 року про супергероїв, в якому знялися персонажі Marvel Comics Дедпул і Корґ. Сценарій і режисура фільму — Раян Рейнольдс, який разом із Тайкою Вайтіті зіграв відповідно Дедпула і Корґа. У цьому відеоролику Вейд Вілсон і Корґ реагують на трейлер фільму «Персонаж» (2021), а потім обговорюють перспективу приєднання Дедпула до Кіновсесвіту Marvel. Рейнольдс повторює свою роль із серії фільмів «Дедпул», а Вайтіті — із фільмів КВМ «Тор: Раґнарок» (2017) та «Месники: Завершення» (2019).
«Дедпул і Корґ реагують» був спочатку опублікований на YouTube-каналі Рейнольдса 13 липня 2021 року як реклама фільму «Персонаж», в якому також знімаються Рейнольдс і Вайтіті. Критики схвально відгукнулися про ролик, відзначивши його як натяк на фільм «Дедпул і Росомаха» (2024) та приклад наративного потенціалу Дедпула в межах КВМ. Окремо було відзначено гумор відео.

## Сюжет
Після створення реакційного відео на трейлер «Круелла» (2021) у межах серії Deadpool's Maximum Reactions, Дедпул запрошує Корґа долучитися до схожого перегляду трейлера фільму «Персонаж» (2021). Під час перегляду Дедпул цікавиться думкою Корґа про Тайку Вайтіті, паралельно жартуючи про власну зовнішню несхожість на персонажа Раяна Рейнольдса у стрічці. Після завершення відео Дедпул ставить запитання про свої шанси на приєднання до кіновсесвіту Marvel. У відповідь Корґ висловлює оптимізм щодо такої можливості й радить Дедпулу уважно стежити за поштою — можливо, надійде лист від Marvel Studios.

## Акторський склад
- Раян Рейнольдс — Вейд Вілсон / Дедпул
- Тайка Вайтіті — Корґ

## Прем'єра
Короткометражний фільм «Дедпул і Корґ реагують» було оприлюднено 13 липня 2021 року на YouTube-каналі Раяна Рейнольдса, де вона зібрала понад 4 мільйони переглядів протягом перших 24 годин. Станом на липень 2025 року відео має понад 23 мільйони переглядів.

## Сприйняття
Після релізу «Дедпул і Корґ реагують» отримав загалом позитивні відгуки. Видання Empire відзначило дотепний діалог і виразну хімію між персонажами. Syfy Wire підкреслило, що поява двох «улюбленців фанатів» в одному відео виглядає «неймовірно круто», і висловило припущення, що це може бути способом підготувати глядачів до можливого входження Дедпула в кіновсесвіт Marvel. Своєю чергою, Nerdist назвав відео «дуже неочікуваним способом» інтеграції героя до спільного всесвіту. Водночас деякі інші ЗМІ поставили під сумнів офіційний статус цього приєднання, розглядаючи відео радше як пародійний чи промоційний матеріал.